# Muereasca
Muereasca est une commune roumaine située dans le județ de Vâlcea.